# Mateu Morey
Mateu Jaume Morey Bauzà (Petra, 2 de março de 2000) é um futebolista profissional espanhol que atua como lateral-direito. Atualmente está no Mallorca.

## Carreira

### Início de carreira
Nascido em Petra, Morey ingressou nas categorias de base do FC Barcelona em junho de 2015. Ele ajudou o seu time a conquistar a Liga Jovem da UEFA de 2017-18, atuando em cinco partidas durante a competição.

### Borussia Dortmund
Em 1 de julho de 2019, Morey fechou um contrato de cinco anos com o Borussia Dortmund. Fez sua estreia como profissional em 31 de maio de 2020, quando entrou como substituto de Achraf Hakimi na goleada por 6–1 sobre o SC Paderborn 07.
Morey estreou na Liga dos Campeões da UEFA em 4 de novembro de 2020, substituindo Thomas Meunier, na partida contra o Club Brugge KV.

## Carreira internacional
Morey representou o sub-17 da Espanha no Campeonato Europeu Sub-17 de 2017 e na Copa do Mundo Sub-17 da FIFA 2017.

## Estatísticas
- Atualizado até 13 de março de 2021. [8]

| Clube             | Temporada      | Campeonato nacional | Campeonato nacional | Campeonato nacional | Copa nacional | Copa nacional | Competições internacionais | Competições internacionais | Total | Total |
| Clube             | Temporada      | Divisão             | Jogos               | Gols                | Jogos         | Gols          | Jogos                      | Gols                       | Jogos | Gols  |
| ----------------- | -------------- | ------------------- | ------------------- | ------------------- | ------------- | ------------- | -------------------------- | -------------------------- | ----- | ----- |
| Borussia Dortmund | 2019-20        | Bundesliga          | 5                   | 0                   | 0             | 0             | 0                          | 0                          | 5     | 0     |
| Borussia Dortmund | 2020–21        | Bundesliga          | 11                  | 0                   | 3             | 0             | 5                          | 0                          | 19    | 0     |
| Borussia Dortmund | Total          | Total               | 16                  | 0                   | 3             | 0             | 5                          | 0                          | 24    | 0     |
| Carreira total    | Carreira total | Carreira total      | 16                  | 0                   | 3             | 0             | 5                          | 0                          | 24    | 0     |

## Títulos
Borussia Dortmund
- Copa da Alemanha: 2020–21[carece de fontes?]

Barcelona
- Liga Jovem da UEFA : 2017–18[9]